# Liste von autochthonen Religionen Chinas
Dies ist eine Liste von autochthonen Religionen Chinas (engl. List of Original Religions of China’s Minority Ethnic Groups). Unter diesem Begriff werden im Folgenden vor allem Religionen ethnischer Minderheiten (siehe Hauptartikel Völker Chinas) verstanden, die für eine oder mehrere Gruppen spezifisch sind. Im Chinesischen wird für diese Religionen meist die Bezeichnung Yuanshi Zongjiao (chinesisch 原始宗教, Pinyin yuánshǐ zōngjiào, englisch primitive religion; original religion) verwendet.

## Übersicht
Pinyin/chinesisch/Übersetzung/Nationalität usw.
- Benjiao 苯教 Bön-Religion (der Tibeter, buddhistisch beeinflusst)
- Benzhu chongbai 本主崇拜 Benzhu-Religion (der Bai, buddhistisch beeinflusst)
- Bimo jiao 毕摩教 / 畢摩教 Bimo-Religion (der Yi)
- Daba jiao 达巴教 Daba-Religion (der Mosuo)
- Daojiao 道教 Daoismus (bzw. Taoismus) (überwiegend der Han-Chinesen, bei den Yao und Zhuang besonders ausgeprägt vertreten)
- Dongbajiao 东巴教 Dongba-Religion (bei einem Teil der Naxi)
- Hangui jiao 汗归教 Hangui-Religion (der Primi (Pumi))
- Nuosu 诺苏 / 諾蘇 -Religion, siehe Bimo-Religion (der Yi)
- Samanjiao 萨满教 Schamanismus (der Daur, Ewenken, Hezhen, Koreaner, Mandschu, Mongolen, Oroqen, Xibe, Yugur)